# Fernando Olivella
Fernando Olivella Pons (Barcelona, 1936. június 22. – 2023. május 14.) Európa-bajnok spanyol válogatott labdarúgó.
A spanyol válogatott tagjaként részt vett az 1964-es Európa-bajnokságon és az 1966-os világbajnokságon.

## Sikerei, díjai
Barcelona
- Spanyol bajnok (2): 1958–59, 1959–60
- Spanyol kupa (4): 1957, 1958–59, 1962–63, 1967–68
- Vásárvárosok kupája döntős (3): 1955–58, 1958–60, 1965–66

Spanyolország
- Európa-bajnok (1): 1964

Spanyolország U18
- U18-as Európa-bajnok (1): 1954